# Dokosahexaensyra

Strukturformel

Dokosahexaensyra, ibland förkortat DHA, är en fettsyra inom familjen omega-3-fettsyra. Fettsyran som DHA vanligtvis bildas från är den essentiella fettsyran alfa-linolensyra (ALA). Den förenklade beteckningen av DHA är C22:6 eller 22:6n-3, vilket beskriver att denna fettsyra består av 22 kolatomer med 6 dubbelbindningar (fleromättad fettsyra) och att den första dubbelbindningen sitter efter 3:e kolatomen från omega-änden. Därav namnet omega-3.

## Förekomst
DHA är en fettsyra som måste tillföras kroppen genom kosten, och då vanligtvis i form av alfa-linolensyra (ALA), vilket återfinns bland annat i linfröolja (58%), rapsolja, algolja, hampfröolja och nyponfröolja. Från ALA bildas i kroppen stearidonsyra (STEA), eikosatetraensyra, eikosapentaensyra (EPA) och vidare dokosapentaensyra och dokosahexaensyra (DHA). Det är en liten del av ALA som omvandlas till DHA. DHA kan även fås direkt genom kosten, framförallt då man äter fet fisk, exempelvis lax. I lax finns dessutom anmärkningsvärda mängder med antioxidanterna alfatokoferol och astaxantin. Fiskar kan dock inte själva framställa DHA utan får i sig det genom att äta alger.
Man kan även inta DHA genom kosttillskott från fisk eller alger, något som livsmedelsverket emellertid avråder från. Brist på DHA och närbesläktade EPA är något som vegetarianer löper ökad risk för – bristen ökar risken för kranskärlssjukdomar och inflammation. Detta får dock ses i kontexten att vegetarianer som grupp löper lägre risk att drabbas av en rad olika sjukdomar, som högt blodtryck, hjärt- och kärlsjukdom och vissa cancerformer.

## Hållbarhet
Fleromättat fett oxiderar tio gånger snabbare än enkelomättat fett och mer än hundra gånger snabbare är mättat. Det måste förvaras mörkt och svalt (kylskåp) och helst tillsättas någon form av fettlöslig antioxidant, exempelvis E-vitamin eller rosmarinessens. Närvaro av mättat fett, härsket fett och tungmetaller ökar risken för härskning. De lägre fettsyror som då bildas, exempelvis smörsyra, ger den typiska härskna lukten. Oljor med mycket fleromättat fett är särskilt känsliga för syre, det räcker med den luft som finns i en halvtom flaska för att oljan ska oxidera och tjockna. I ett fyllt kärl kan de däremot stå sig i åratal. Ett knep är att fylla på flaskan med glaskulor, vartefter den töms, så att oljan alltid når upp till korken. Även tvål som är gjord på mycket fleromättat fett kan härskna medan exempelvis kokostvål, palmkärntvål och talgtvål, samtliga baserade på mättat fett, sällan gör det. 